# Click 2 call
Click 2 Call – koncepcja internetowej usługi telekomunikacyjnej wykorzystującej do działania jeden z protokołów VoIP. Idea opiera się na wykorzystaniu fragmentów strony internetowej jako elementu zestawiającego bezpośrednie połączenie z konsultantem po stronie usługodawcy.
Zazwyczaj usługa ta implementowana jest w postaci obiektu Flash lub appletu języka Java.
Jeśli chodzi o wymagania względem użytkownika usługi, są to:
- mikrofon i słuchawki;
- przeglądarka wspierająca ww. technologie (praktycznie każda dostępna);
- łącze internetowe gwarantujące przepustowość na poziomie co najmniej 64 kbps (w zależności od stosowanej technologii kodowania głosu);